# Đám rối chân bướm
Đám rối chân bướm (/ˈtɛrɪɡɔɪd/; từ Hy Lạp pteryx, "cánh" và eidos, "hình dạng", tiếng Anh:Pterygoid plexus) là một đám rối tĩnh mạch kích thước lớn, nằm giữa cơ thái dương, cơ chân bướm ngoài, và một phần giữa hai cơ chân bướm.

## Chi lưu nhận máu
Đám rối nhận máu từ các nhánh tĩnh mạch tương ứng với các nhánh của động mạch hàm.
Do đó, đám rối nhận máu từ các tĩnh mạch sau:
- bướm - khẩu cái
- màng não giữa
- thái dương sâu (trước & sau)
- chân bướm
- cơ cắn
- cơ mút
- ổ răng
- một số tĩnh mạch khẩu cái (tĩnh mạch khẩu cái phân chia thành tĩnh mạch khẩu cái lớn và bé)
- một nhánh hòa với tĩnh mạch mắt thông qua khe ổ mắt dưới
- tĩnh mạch dưới ổ mắt

## Liên quan
Đám rối này cho các nhánh tự do đến tĩnh mạch mặt trước; nó cũng cho các nhánh với xoang hang, bằng các nhánh thông qua lỗ Vesalii (lỗ liên lạc bướm), lỗ tròn và lỗ rách. Do có liên quan với xoang hang, nhiễm trùng mặt ở vị trí nông có thể lan vào xoang hang, gây ra huyết khối xoang hang. Các biến chứng bao gồm phù mí mắt, kết mạc mắt và tê liệt thần kinh sọ đi qua xoang hang.
Đám rối tĩnh mạch chân bướm hợp lại thành tĩnh mạch hàm. Tĩnh mạch hàm và tĩnh mạch thái dương nông hợp lại thành tĩnh mạch sau hàm. Nhánh sau của tĩnh mạch sau hàm và tĩnh mạch tai sau hợp lại, hình thành tĩnh mạch cảnh ngoài, sau đó máu đổ vào tĩnh mạch dưới đòn.